# Claustra Alpium Iuliarum
Claustra Alpium Iuliarum (lat. Prepreka, zatvarač Julijskih Alpa), Julijski ili Alpski zid bio je obrambeni sustav limesa izgrađen od II. do IV. st. koji se isprekidano protezao od Tarsatice (Rijeka) kroz julijski Kras do obronaka Julijskih Alpa (na području današnje Slovenije i Hrvatske). gdje se račvao na sjever do Koruške (danaŝnja Austrija) i na zapad do Forum Iulii (Furlanijea, Italija).
Termin Julijske Alpe odnosi na šire planinsko i brdovito područje od Julijskih Alpa do Kvarnerskog zaljeva na kojem je bio obrambeni sustav unutar Rimskog Carstva između Italije i Panonije koji je štitio Italiju od mogućih invazija s Istoka.). Povjesničar Amijan Marcelin navodi dužinu od 130 km, dok danas je sačuvano oko 30 km i više od 100 kula. Zidine su bile široke oko 2 metra, visoke oko 5 metara, a trokatne kule nalazile su se svakih 150 koraka. Glavni zadatak bila je kontrola cesta, prirodnih prelaza i prolaza, kontrola ljudi i roba te zaštita svega navedenog. Claustra, često zanemarena i nepoznata većem broju stanovništva, u suštini je jedan od najvećih graditeljskih pothvata Rimskog Carstva, uz bok Hadrijanovom zidu i Dunavskom limesu Postojnska i riječka vrata osiguravala su kopnenu vezu između istočnog i zapadnog dijela carstva, pa je Claustra predstavljala unutarnju obranu granice carstva. Za razliku od linearnog bedema, Claustra se sastojala od niza međusobno povezanih utvrda sa središtem u Castra ad Fluvium Frigidum (na području današnjeg grada Ajdovščine, u Vipavskoj dolini); ostale važne utvrde bile su Ad Pirum na današnjoj visoravni Hrušica. Od rimske Tarsatice, (Stari grad u Rijeci), gdje se nalazila Principia (vojno zapovjedništvo) za južni dio Klaustre, zid je preko Grobniċkog polja išao sjeverno do Prezida te zapadno prema Ilirskoj Bistrici i Pivki. Čitav Julijski zid bio je pod upravom grada Akvileje.

## Razvoj claustre
U 6. godini dogodio se Veliki Ilirski ustanak koji je prijetio Rimskom Carstvu nakon čega slijedi razdoblje mira i prosperiteta - Pax Romana (ili Pax Augustea). Gradovi na obalama Mediterana, zahvaljujući nesmetanoj trgovini, postižu visoki infrastrukturni razvoj. San o vječnosti Carstva se naglo urušava za vrijeme duplog Principata Marka Aurelija i Lucija Vera s provalom barbarskih naroda koje predvode Markomani i Kvadi (166-180 n.e.), preko Dunava sve do opsade Akvileje i uništenja Opitergiuma (Oderzo), što je ostavilo snažan utisak jer već 260 godina nitko nije uspio prodrijeti na tlo Italije. Kao odgovor na invaziju dvoje careva su krenuli na sjever i „na kraju prešavši Alpe, otišli su mnogo dalje i stavili na snagu sve potrebne mjere za obranu Italije i Ilirika (Hist.Aug., Vita Marci, 14.5).
Službeni naziv tih potrebnih mjera nam daje natpis iz Thibilisa (Numidija) iz kojeg saznajemo da je senator Q.Antistius Adventus Q.f. Quir. Postumis Aquilinus postao leg(atus) Aug(usti) at praetenturam Italiae et Alpium expeditione Germanica, zadatak koji je dobio, sudivši po činovima cursus honoruma, između 160. i 169.g. U svakom slučaju vojna oblast Pratentura prestaje postojati već 171.godine kada su barbari suzbijeni ponovo na sjevernu obalu Dunava. U ovom fortifikacijskom sistemu posebnu ulogu bi trebala imati Tarsatica, municipij već u 1.st. i centar prokuratorske provincije Liburnije u trećoj četvrtini 2.st. Prvi guverner (procurator centenarius) je bio Lucije Artorije Kast (postoje teorije da je on legendarni kralj Artur pošto je službovao u Britaniji neko vrijeme), zadužen za upravljanjem područja koji je bio odijeljen od Dalmacije, i po nekima, pripojena Italiji. U početku 3.st Liburnija je opet dio Dalmacije. I onda nastupa razdoblje krize u Carstvu kojeg povjesničari zovu „Vojnom Anarhijom“, S dva separatistička pokreta u Galiji i Palmiri, konstantni pritisak na istočnoj granici s Perzijom te Dunavu i Rajni, koji će imati kraja tek s Dioklecijanom (284-305 n.e.). 
Nakon toga, radi zaštite Italije, nastavlja se izgradnja niza zidina i utvrda oko područja strateških Postojnskih vrata. Većina je građevina izvršena nakon 284. pod Dioklecijanom i Konstantinom I. Iako je taj razvoj učinjen nakon velike invazije Alemanija u Sjevernu Italiju 271. godine, Whittaker kaže da su unutarnje utvrđene linije prvenstveno bile usmjerene na osiguravanje unutarnje stabilnosti carstva umjesto da drže barbare vani. Sustav utvrđenja obuhvaćao je od Forum Iulii (na području današnje Cividale del Friuli) na zapadu, do Tarsatica (Rijeka) na istoku i slijedio je dolinu rijeke Idrijce. Protezao se nad Postojnskim vratima do brežuljaka južno od Emone (na području današnje Ljubljane). Dubinske utvrde duž rimske ceste Via Gemina započele su tvrđavom Castra ad Fluvio Frigido (čiji se ostaci i danas vide u Ajdovščini), koja je bila središte sustava, a završavala je u Nauportusu (na području današnje Vrhnike). Brdovita tvrđava Ad Pirum obično je imala 500 vojnika, ali mogla je primiti do 100 000 vojnika. Zidove Ad Piruma otkopali su austrijski i talijanski arheolozi i pokazalo se da su visine 8 m i debljine 2 m; zidne kule bile su visoke 10 m.
Izvori koji spominju Claustru su dosta kasniji i zato nam valja pribjeći arheološkim ostacima. Sudeći po numizmatičkoj dokumentaciji i po ostalim svjedočanstvima materijalne kulture, izgradnja tarsatičke Principije (zgrade vojnog zapovjedništva) bi se mogla staviti u vrijeme vladanja cara Galijena (253-258 n.e.) ili njegovih bližnjih nasljednika, Klaudija II. Gotskog i Aurelijana. Iako su zidine osmišljene da bi se obranila Italija od barbara, povijest je htjela da se na njima tri put sukobe vojske legitimnih careva i uzurpatora na prijestolje:
Bitke
- Godine 350-351. Konstancije II zauzeo je Ad Piruma tijekom borbe protiv svog protivnika Magnencija;
- Magnus Maksimus protiv Teodozija Velikog (388. g.);
- Najvažnije je da se dvodnevna bitka kod Frigida odigrala 4. i 5. XI. 394. godine između Castre i Ad Piruma. U ovoj je bici istočni car Teodozije I nadvladao zapadnog suparnika Eugenija i svojom pobjedom osigurao kršćanstvo kao glavnu religiju carstva.

Jedini tehnički naziv 'zatvarača', iako indirektni, nam je ostavio vojnik, visoki službenik i povjesničar Amijan Marcelin u djelu Res Gestae (Libri XXXI), opisavši događaj iz 370 i poistovjetiši ga s događajem vojskovođom Akacija iz 351/352: Branitelji [Hadrianopola] su strahovali da će ga uhvatiti tijekom putovanja [Sebastijana] i da će prijeći na stranu neprijatelja te da grad prolazi kroz o pasnost. Nešto slično se dogodilo generalu Akaciju; Magnencijevi su ga vojnici spretno zarobili i tako su „zatvarači“ Julijskih Alpa bili slobodni za prolaz. Kad su [branitelji] nakon mnogo vremena prepoznali Sebastijana dali su mu dopuštenje da uđe u grad, njegove su se trupe odmorile i opskrbile namirnicama. Sljedećeg dana su otišli iz grada.
Nakon posljednje bitke Claustra se postepeno zapušta i 401. i 408. g. Alarik, gotski vođa upada neometano više puta u Italiju kada su zatvarači već izvan funkcije. Tarsatička Principija je nasilno završila, a to nam je znano po paljevinskom sloju i po kovanicama koje ne prelaze početak V. stoljeća.
Materijal Claustre biva ostavljen stoljećima na udaru vremenskih agensa, uništavanju vegetacije i kao besplatni materijal za gradnju pa tako Giovanni Kobler, prilikom rekognosciranja Kraškog zida iznad Rijeke (kako ga naziva jer se u najvećem dijelu prostire kroz julijski Kras) konstatira na Kalvariju suhozid širok 5m te spomnje kako se sve do 1848. na Katarni vidio 10 m visok zid koji je bio pravokutnog oblika (zgrada za smještaj vojske) koju su seljaci iskoristili kao građevinski materijal, zatim spominje kako su u Jelenju kuće naslonjene na taj zid, zatim bilježi zid u Podkilavcu, Šiljevici, Trsteniku od čega da as nema tragova. Ti su zidovi služili i kao međa posjeda (Frankopani s Kranjskom) a Istraživanje claustre dobiva ponovo na važnosti u prvom poraću (Vallo Giulio i Rupnikova Linija) s diplomatskog aspekta jer je teza Kraljevine Italije da je potez Juliskog zida talijanska istočna granica s Kraljevinom SHS. Za istraživanje i utvrđivanje granice je bio zadužen general Italo Gariboldi 1921.godine.
Posljednje sistematsko istraživanje je sprovedeno 1961.godine po inicijativi Slovenske Akademije Znanosti in Umetnosti (Jaroslav Šašel, Petar Petru), Republičkog Zavoda za konzerviranje Spomenika iz Ljubljane i Pomorskog i povijesnog muzeja u Rijeci pod vodstvom Radmile Matejčić. Rezultati tih istraživanja su objedinjeni u monografiji Claustra Alpium Iuliarum I.Fontes, 1971., dok drugi predviđeni dio, na žalost, nije nikad objavljen.
Nakon 5. stoljeća rimska utvrđenja su nestala. Danas su odabrane sekcije restaurilari arheolozi.

## Vanjske poveznice
- Ars cartae